# Улед-Айса (Адрар)
Улед-Айса или Улад-Айса (араб. أولاد عيسى‎) — город и коммуна в центральной части Алжира, в вилайете Адрар. Входит в состав округа Шаруин.

## Географическое положение

Коммуна Улед-Айса

Город находится в северной части вилайета, на территории одного из оазисов северо-западной Сахары, на расстоянии приблизительно 855 километров к юго-юго-западу (SSW) от столицы страны Алжира. Абсолютная высота — 344 метра над уровнем моря.

Коммуна Улед-Айса граничит с коммунами Ксар-Каддур, Улед-Саид, Тимимун, Дельдуль, Шаруин, Тальмин и Тиммуди (вилайет Бешар). Её площадь составляет 4030 км².

## Климат
Климат города характеризуется как аридный жаркий (BWh в классификации климатов Кёппена). Осадки в течение года практически отсутствуют (среднегодовое количество — 20 мм). Средняя годовая температура составляет 23,8 °C. Средняя температура самого холодного месяца (января) составляет 11,4 °С, самого жаркого месяца (июля) — 36,3 °С..

## Население
По данным официальной переписи 2008 года численность населения коммуны составляла 7034 человека. Доля мужского населения составляла 51,12 %, женского — соответственно 48,88 %. Уровень грамотности населения составлял 63,7 %. Уровень грамотности среди мужчин составлял 81 %, среди женщин — 45,5 %. 3,2 % жителей Улед-Айсы имели высшее образование, 7,3 % — среднее образование.